# 김일성 원수님 만세
《김일성 원수님 만세》(金日成 元帥님 萬歲)는 1974년에 공개된 조선민주주의인민공화국의 노래이다. 집단 작사 형식이며 리면상이 작곡했다. 김일성이 조선민주주의인민공화국의 원수 칭호를 받은 것을 기념하기 위해 제작된 노래이다.
1992년 김일성이 조선민주주의인민공화국의 대원수 칭호를 받으면서 "김일성 원수님"이라는 구절이 "김일성 대원수"로 바뀌었고 노래 제목 또한 《김일성 대원수 만세》(金日成 大元帥 萬歲)로 바뀌었다. 1992년에는 《김일성 대원수 만만세》라는 노래가 공개되었다.